# Chille
Chille ist eine französische Gemeinde im Département Jura in der Region Bourgogne-Franche-Comté. Sie gehört zum Arrondissement Lons-le-Saunier und zum Kanton Lons-le-Saunier-1. 
Die Nachbargemeinden sind Le Pin im Norden, Pannessières im Osten, Lons-le-Saunier im Süden und Villeneuve-sous-Pymont im Westen.

## Bevölkerungsentwicklung
| Jahr                       | 1962 | 1968 | 1975 | 1982 | 1990 | 1999 | 2008 | 2017 |
| -------------------------- | ---- | ---- | ---- | ---- | ---- | ---- | ---- | ---- |
| Einwohner                  | 111  | 110  | 157  | 184  | 217  | 254  | 334  | 293  |
| Quellen: Cassini und INSEE |      |      |      |      |      |      |      |      |